# Bussunarits-Sarrasquette
Bussunarits-Sarrasquette település Franciaországban, Pyrénées-Atlantiques megyében. Lakosainak száma 211 fő (2022. január 1.). Bussunarits-Sarrasquette Ahaxe-Alciette-Bascassan, Bustince-Iriberry, Gamarthe, Hosta, Ibarrolle, Lacarre, Lecumberry és Saint-Jean-le-Vieux községekkel határos.

## Népesség
A település népességének változása:
| Lakosok száma | 169  | 170  | 192  | 204  | 205  | 206  | 206  | 208  | 209  | 211  |
|               | 2010 | 2013 | 2015 | 2016 | 2017 | 2018 | 2019 | 2020 | 2021 | 2022 |